# マーチ・87G
マーチ・87Gは、マーチ・エンジニアリングの1987年型グループCシャシーに、日産自動車の3.0L V型8気筒ツインターボエンジン・VEJ30を搭載したグループCカー。

## 概要
1987年の全日本スポーツプロトタイプカー耐久選手権（JSPC）、およびル・マン24時間レース参戦用に日産がマーチより3台購入した。マーチはこの年日産エンジン用以外のグループCシャシーを製作しなかったため、結果的に87Gは日産専用車となった。前年の86Gと比べ、リアのオーバーハングがカットされ短くなっている特徴を持つ。ホシノレーシング、ハセミモータースポーツからエントリーされた。搭載されたVEJ30エンジンは、日産にとって1969年のR382用V型12気筒GRX-3以来のレース専用エンジンである。
なお、このマーチ・87G/日産はレース出場時に「ニッサン・R87E」の名でエントリーした。
デビュー戦は1987年JSPC開幕戦鈴鹿500kmで、星野一義が予選で2位を獲得。しかし決勝はドライブシャフト破損により17周でリタイヤとなる。2戦目の富士1000kmでは、長谷見昌弘がポールポジションを獲得するが、雨となった決勝レースではワイパーが作動しないと言う初歩的トラブルが発生しスタートできず、これを修復後に遅れてスタート。しかし1スティント終える前にエンジントラブルでリタイヤとなった。
6月第2週に行われるル・マン24時間レースを前に、ヨーロッパのコースでテスト走行を重ねたが、思うようにマシン熟成が進まずにエンジントラブルが続発。ル・マン決勝レースでは、ドライバーによる粘りの走行によって12時間目までに8位まで上昇する健闘を見せるが、結局リタイヤとなった。この年の惨敗によって、逆に日産はこの後本腰を入れてル・マンに挑むようになる。
ル・マン後のJSPCでも優れた結果を残すことはできず、第4戦鈴鹿1000kmでの5位が最高成績となった。同年のJSPCでライバルのトヨタ・87Cは2勝を挙げており、結果で水をあけられることとなった。その要因として、搭載したVEJ30エンジンがパワー不足であったとの証言が見られ、後に同エンジンの改良を手掛けた林義正によれば「公称800馬力と公表されていたが、実際の出力は遥かに低く、VG30の方がよっぽどパワーが出ていた」と述べており、ドライバーの星野・長谷見からも「（VEJ30ではなく）VGでレースさせてもらいたい。」との訴えが度々出ていた。
日産は翌年、この87Gのモノコックをベースにしてホイールベースを延長し、内製のカウルを装着。VEJ30から大幅に改良されたVRH30エンジンを搭載する日産・R88Cを投入するに至った。